# Austrophaea zebra
Austrophaea zebra is een spinnensoort uit de familie van de loopspinnen (Corinnidae).
De wetenschappelijke naam van de soort werd in 1952 gepubliceerd door Reginald Frederick Lawrence.